# Apoura
L'Apoura, est un cours d'eau qui traverse le département des Pyrénées-Atlantiques, en région Nouvelle-Aquitaine, et un affluent du Saison, donc un sous-affluent de l'Adour, par le Gave d'Oloron et le Gave de Pau.

## Géographie
Il prend sa source sur la commune de Lacarry-Arhan-Charritte-de-Haut (Pyrénées-Atlantiques) et se jette dans le Saison à Alos-Sibas-Abense.

## Étymologie
L'hydronyme Apoura apparaît sous la forme
Aphourra en 1863 dans le dictionnaire topographique Béarn-Pays basque.

## Affluents
L'Apoura a douze affluents référencés soit onze affluents et un bras dont :
- ruisseau d'Azaléguy
- ruisseau d'Ardounc

## Département et communes traversés
Dans le seul département des Pyrénées-Atlantiques, l'Apoura traverse trois communes :
- dans le sens amont vers aval : Lacarry-Arhan-Charritte-de-Haut (source), Alçay-Alçabéhéty-Sunharette, Alos-Sibas-Abense (confluence)

## Hydrographie
L'Apoura traverse une seule zone hydrographique 'L'Apoura' (Q725) de 49 km2 de superficie